# Chleb prądnicki

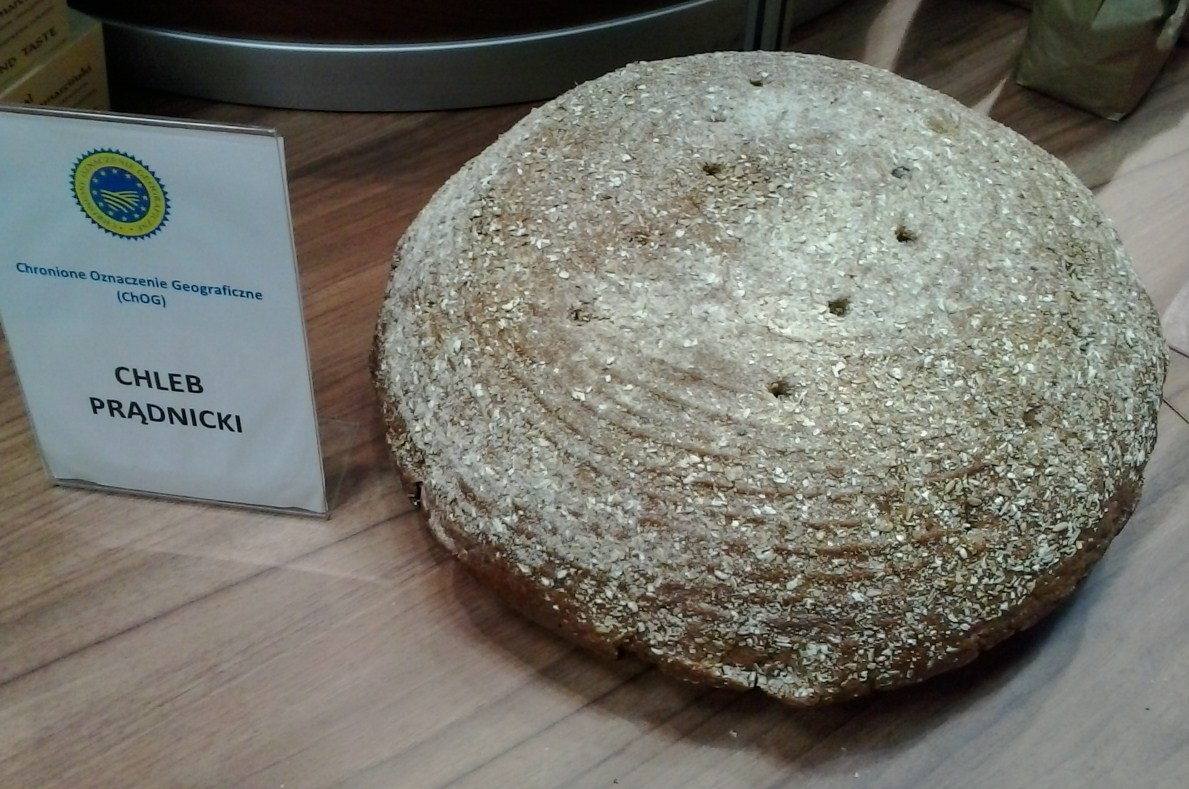
Chleb prądnicki

Chleb prądnicki – wytwarzany w Krakowie tradycyjny chleb żytni. Produkowany jest w formie dużych (nawet do 14 kg) bochenków. Jest produktem o chronionym oznaczeniu geograficznym w Unii Europejskiej.

## Charakterystyka
Chleb prądnicki jest pieczywem ciemnym, wytwarzanym na dojrzałym kwasie żytnim. Produkowany jest w dwóch kształtach: owalnym i okrągłym. Bochenek owalny ma wagę 4,5 lub 14 kg i wielkość, odpowiednio, 60–65 lub 95–100 cm. Bochenek okrągły waży 4,5 kg i ma średnicę 45–50 cm. Chleb ma kolor ciemny i obsypany jest otrębami żytnimi. Wykonany jest z mąki żytniej i pszennej, gotowanych ziemniaków, otrąb żytnich i świeżych drożdży.
Chleb ten zachowuje świeżość nawet do dwóch tygodni. Jego cechą szczególną jest dojrzewanie po upieczeniu – pełny smak osiąga dzień po ukończeniu wypieku. Jest bogaty w błonnik, witaminy z grupy B (w tym B1, B2), żelazo, magnez i cynk, dlatego uchodzi za wypiek prozdrowotny. Zawiera również bakterie kwasu mlekowego i octowego.

## Historia

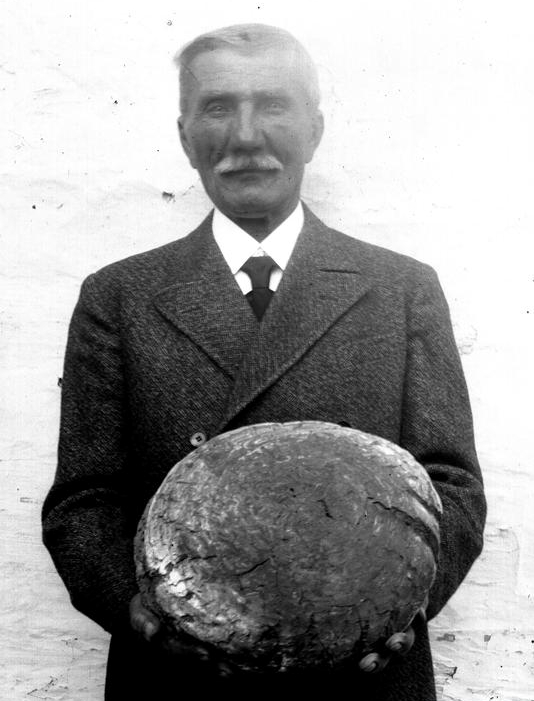
Piotr Kluzek, przedwojenny wójt Prądnika Białego z chlebem

Chleb prądnicki produkowany był we wsiach nad rzeką Prądnik – Prądniku Czerwonym i Prądniku Białym – od XIV wieku. Rzeka w dawnych czasach wykorzystywana była do napędu młynów wodnych mielących mąkę. Najstarszy dokument, w którym wspominany jest chleb prądnicki, to akt nadania z 1421 roku, w którym biskup krakowski Albert nadaje swojemu kucharzowi dwa źrebia ziemi na Prądniku i zobowiązuje go do pieczenia chleba na użytek biskupa.
Przywilej króla Jana Olbrachta z 26 maja 1496 nadawał piekarzom z Prądnika (między innymi) prawo sprzedaży chleba w Krakowie raz w tygodniu, w czasie targu odbywającego się we wtorki. Piekarze niemieszkający w Krakowie mieli ograniczony zakres sprzedaży i produkcji pieczywa; pełne prawa handlowe uzyskali dopiero w 1785. Wsie Prądnik Czerwony i Biały zostały włączone w obręb Krakowa 1 kwietnia 1910.
Do początków XX wieku chleb prądnicki cieszył się dużą popularnością, jednak w czasach PRL niemal zaprzestano jego produkcji. W tych czasach kupić go można było tylko na targu na Kleparzu. Produkcję wznowiono po 1989. W 2004 chleb prądnicki został nagrodzony w konkursie „Małopolski Smak”, natomiast w 2005 jego producent otrzymał nominację Marszałka Województwa Małopolskiego do tytułu „Polski Producent Żywności 2005”. W lipcu 2010 chleb prądnicki zgłoszono do kategorii wyrobów o chronionym oznaczeniu geograficznym (będącej formą ochrony pochodzenia i jakości produktów Unii Europejskiej), do której Komisja Europejska wpisała go w marcu 2011.